# Марко-Варга, Ида
И́да Ма́рко-Ва́рга (швед. Ida Marko-Varga; 10 марта 1985, Стаффансторп) — шведская пловчиха, двукратный бронзовый призёр чемпионатов мира на короткой воде. Участница четырёх Олимпиад.

## Карьера
В 2001 году на чемпионате Европы среди юниоров завоевала бронзовую медаль в комбинированной эстафете 4×100 метров. В 2004 и 2006 годах также занимала третьи места на чемпионатах мира на короткой воде в эстафетах 4×200 метров и 4×100 метров вольным стилем.
Принимала участие в четырёх Олимпийских играх — с 2004 по 2016 год.